# Stanley Road
Stanley Road – trzeci solowy album Paula Wellera, byłego lidera zespołów The Jam i The Style Council, wydany w czerwcu 1995 roku. Okładkę albumu zaprojektował Peter Blake, twórca m.in. okładki płyty Sgt. Pepper’s Lonely Hearts Club Band zespołu The Beatles. Tytuł oznacza ulicę w mieście Woking w hrabstwie Surrey w południowej Anglii, na której dorastał Weller. W nagraniu utworu I Walk on Gilded Splinters gościnnie wziął udział Noel Gallagher z zespołu Oasis.
Album osiągnął pierwsze miejsce na liście przebojów w Wielkiej Brytanii i jest uważany przez samego autora za swe szczytowe osiągnięcie. Stylistycznie jest on nawiązaniem do poprzedniego studyjnego krążka Wellera, Wild Wood z 1993 roku. Artysta odchodzi więc od nowo-falowego stylu The Jam czy Style Council na rzecz powrotu do swych korzeni R&B i soul, takich jak The Who. Styl wokalny Wellera sugeruje inspiracje Steve’em Winwoodem i Erikiem Claptonem.

## Lista utworów
1. "The Changingman" (Brendan Lynch/Paul Weller)  – 4:02
2. "Porcelain Gods"  – 4:53
3. "I Walk on Gilded Splinters" (Dr. John) – 5:23
4. "You Do Something to Me"  – 3:38
5. "Woodcutter's Son"  – 4:43
6. "Time Passes..."  – 4:55
7. "Stanley Road"  – 4:19
8. "Broken Stones"  – 3:17
9. "Out of the Sinking"  – 3:51
10. "Pink on White Walls"  – 2:39
11. "Whirlpool's End"  – 7:11
12. "Wings of Speed"  – 3:14

W 2005 roku, z okazji 10 rocznicy album został wydany ponownie, tym razem w wersji trzypłytowej jako Deluxe Edition. Pierwsza płyta zawiera oryginalny album i strony B singli, druga – wersje demo, zaś trzecia to płyta DVD z dokumentem nt. powstawania albumu.